# 35-й истребительный авиационный полк ПВО (первого формирования)
35-й истребительный авиационный полк ПВО (35-й иап ПВО) — воинская часть авиации ПВО, принимавшая участие в боевых действиях на при освобождении Западной Белоруссии в 1939 году и Великой Отечественной войны. После распада СССР вошёл в состав ВВС России.

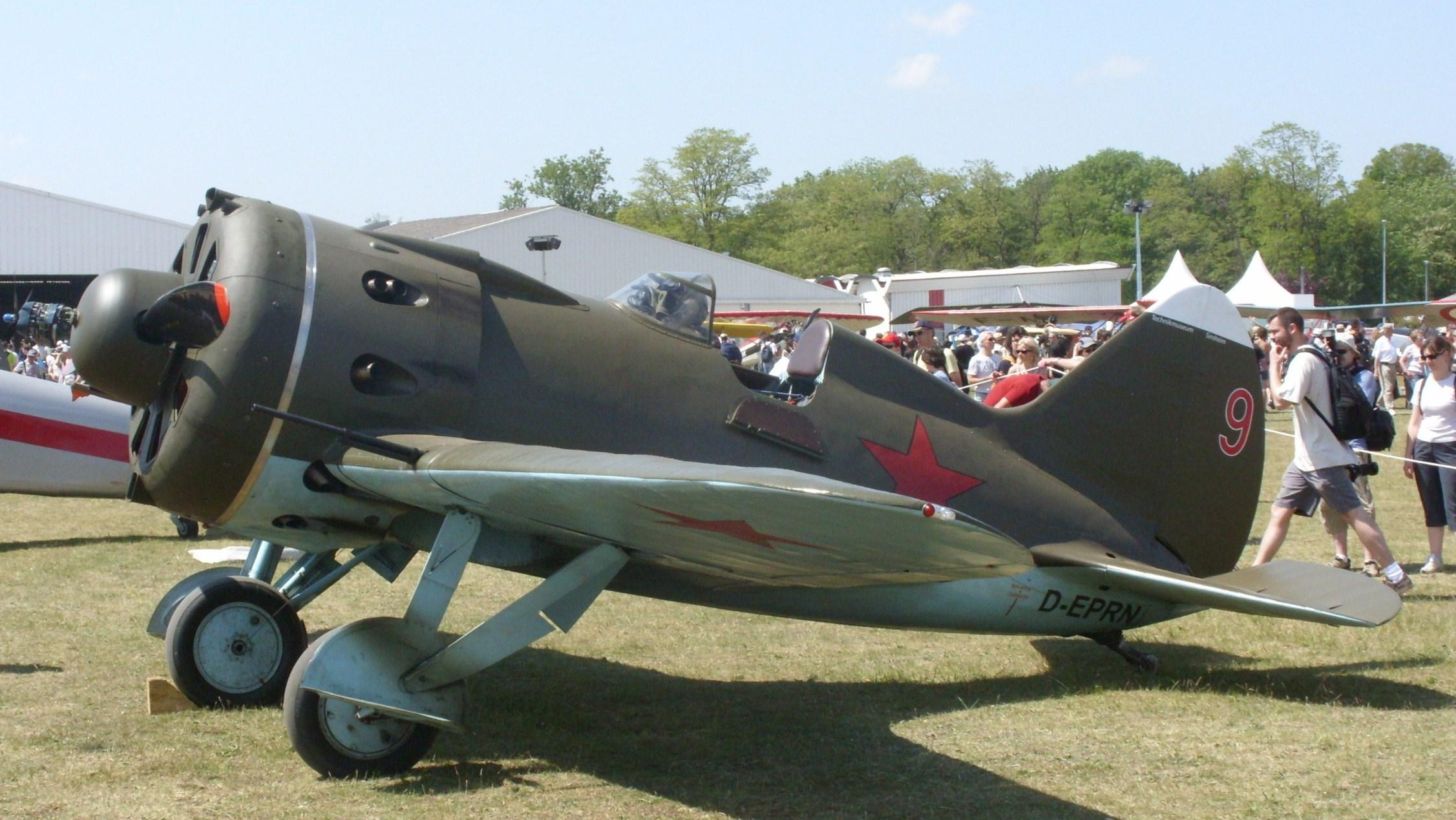
Самолёт И-16. На этом типе самолётов полк освобождал Белоруссию в 1939 году.

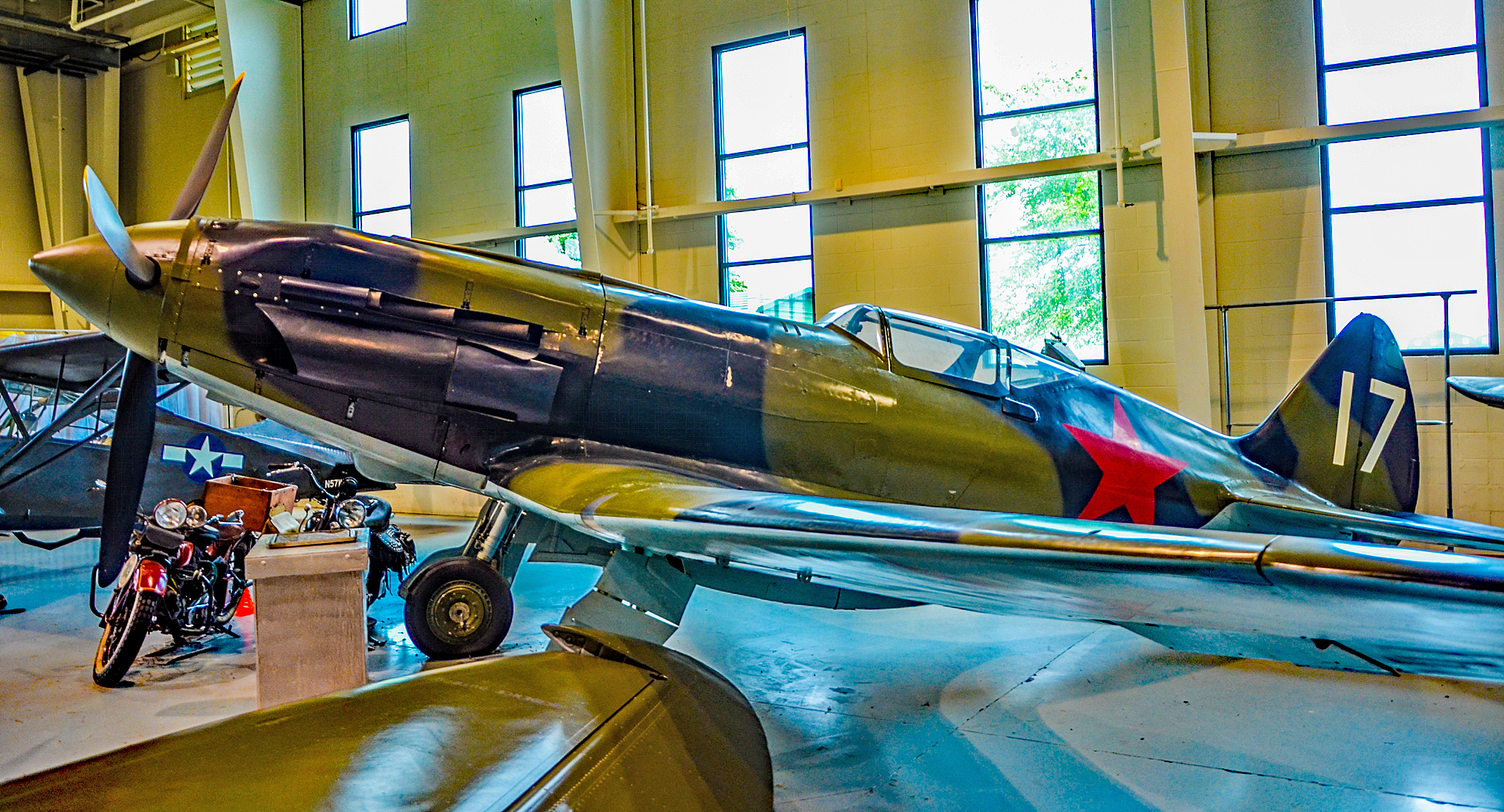
В январе 1942 года полк получил первые МиГ-3

## Наименования полка
- 35-й истребительный авиационный полк ПВО[1];
- 35-й истребительный авиационный полк;
- 35-й авиационный полк истребителей-бомбардировщиков[1][2];
- 35-й истребительный авиационный полк;[1];
- Войсковая часть (Полевая почта) 40461[2][1];
- Войсковая часть (Полевая почта) 79877 (после октября 1953 года)[1].

## История и боевой путь полка
35-й истребительный авиационный полк сформирован в период с 15 апреля по 15 мая 1938 года в Белорусском Особом военном округе на аэродроме Бобруйск на основе 17-й истребительной авиаэскадрильи, а также кадров 30-й, 33-й, 45-й, 57-й и 105-й истребительных авиаэскадрилий в составе 4-х эскадрилий. Вошёл в состав 142-й истребительной авиационной бригады ВВС Белорусского Особого военного округа.
В период с 17 по 28 сентября 1939 года полк в составе 56-й истребительной авиационной бригады ВВС 4-й армии Белорусского фронта принимал участие в освобождении Западной Белоруссии на самолётах И-16 и И-15бис. В этот период полк выполнил боевых вылетов — 111 (37 звено-вылетов).
В апреле 1940 года полк выбыл из состава 56-й истребительной авиационной бригады ВВС БОВО с передислокацией в Закавказский военный округ на аэродром Чорох (г. Батуми).
В августе 1940 года полк включён в состав 25-й смешанной авиадивизии ВВС Закавказского военного округа. 22 июня 1941 года полк имел в боевом составе 54 самолёта И-153 в 4-х эскадрильях (штат 15/21). 10 августа 1941 года из 25-й сад передан в состав ВВС 46-й армии Закавказского военного округа. В ноябре 1941 года полк вошёл в оперативное подчинение 8-й отдельной бригады ПВО с непосредственным подчинением Главному управлению ИА ПВО территории страны. Полк базировался на своём аэродроме Чорох.
16 января 1942 года полк вступил в боевые действия против фашистской Германии и её союзников на самолётах И-153 как отдельный истребительный авиационный полк 8-й отдельной бригады ПВО Батумского района ПВО. В январе 1942 года полк получил 2 истребителя МиГ-3.
Первая известная воздушная победа полка в Отечественной войне одержана 20 февраля 1942 года: лейтенант Лобенко Б. К., пилотируя МиГ-3, в воздушном бою в районе западнее Батуми сбил немецкий бомбардировщик Ju-88.
В июне 1942 года 1-я эскадрилья полка получила самолёты ЛаГГ-3, 2-я аэ вооружена английскими истребителями Hawker Hurricane («Харрикейн»). В июле на основе полка на аэродроме Кобулети сформирован новый полк в составе 23 экипажей на бипланах И-153, 11 июля 1942 года полк получил наименование 926-й истребительный авиационный полк ПВО.
15 сентября 1942 года полк приступил к боевой работе в составе 298-й истребительной авиационной дивизии ПВО Закавказского района ПВО (оперативно подчинялась командованию Закавказского фронта). Укомплектован по штату 015/134: 1-я эскадрилья — 9 ЛаГГ-3, 2 аэ — 6 Hawker Hurricane и 2 МиГ-3, 3-я аэ — 11 И-153. 29 июня 1943 года вместе с 298-й иад ПВО вошёл в состав войск Закавказской зоны ПВО вновь образованного Восточного фронта ПВО. 22 сентября 1943 года полк переформирован по штату 015/325 (1-я эскадрилья на ЛаГГ-3, 2-я аэ на американских истребителях Curtiss P-40, 3 аэ — на самолётах Hawker Hurricane). В апреле 1944 года в связи с реорганизацией войск ПВО страны вместе с 298-й иад ПВО включён в состав войск Закавказского фронта ПВО (образован на базе Закавказской зоны ПВО). В августе 1944 года полк начал перевооружаться на английские истребители Supermarine Spitfire («Спитфайр»-IX). 1 сентября 1944 года исключён из действующей армии. До конца войны был в составе 298-й иад ПВО.

### В действующей армии
В составе действующей армии:
- с 16 января 1942 года по 1 сентября 1944 года.

### Итоги боевой деятельности полка в Великой Отечественной войне
Всего за годы войны полком.:
- Совершено боевых вылетов — 3686
- Сбито самолётов противника — 34, из них:
  - бомбардировщиков — 33
  - гидросамолётов — 1
- Свои потери (боевые):
  - лётчиков — 6
  - самолётов — 7

## Командир полка
- майор, подполковник, полковник Поляков Павел Васильевич, 15.05.1940 — 14.07.1947 г.

## Послевоенный период
9 сентября 1945 года полк из расформированной 298-й иад передан в Бакинский истребительный авиационный корпус ПВО. 5 апреля 1946 года полк вошёл в состав 126-й иад ПВО 21-й воздушной истребительной армии ПВО и перебазировался на аэродром Кобулети.
В апреле 1949 года в составе 126-й иад передан из 21-й воздушной истребительной армии ПВО в 34-ю воздушную армию Закавказского военного округа. В октябре 1951 года полк перевооружён на МиГ-15 и перебазировался на аэродом Чорох (Батуми), а в июле 1952 года начал переучиваться на МиГ-17. В сентябре 1953 года в составе 126-й истребительной авиационной дивизии из 34-й воздушной армии Закавказского военного округа передислоцирован на аэродром Цербст в состав 61-го гвардейского истребительного авиационного корпуса 24-й воздушной армии Группы Советских войск в Германии. На аэродроме Цербст полк принял МиГ-15бис от 705-го гвардейского истребительного авиационного полка 170-й гвардейской истребительной авиационной дивизии, оставив для него МиГ-17 на аэродроме Чорох.
В октябре 1960 года полк перевооружён на сверхзвуковые истребители МиГ-19. 10 марта 1964 года лётчик полка капитан Иванников В. Г. перехватил и сбил над территорией ГДР американский самолёт-разведчик РБ-66 (Douglas B-66 Destroyer).
В 1975 году полк перевооружён на самолёты МиГ-23МЛ, на которых пролетал до 1988 года. В 1982 году полк преобразован в 35-й авиационный полк истребителей-бомбардировщиков. 30 сентября 1989 года вновь преобразован в истребительный авиационный полк с перевооружением на МиГ-29. 10 июня 1992 года выведен из Западной группы войск в Московский военный округ на аэродром Жердевка (Тамбовская область). В 1996 году полк расформирован.

## Известные люди, служившие в полку
- Русанов Евгений Александрович — советский и российский военачальник, генерал-полковник авиации (25.04.1990), Заслуженный военный лётчик СССР[5]. Лауреат Премии Правительства РФ за 2012 год — за значительный вклад в развитие Военно-воздушных сил[6]. В 1988—1994 годах — заместитель ГК ВВС — начальник Службы безопасности полётов авиации ВС СССР[7] и СБП авиации ВС РФ.